# Andrzej Radek
Andrzej Jerzy Radek – polski neurochirurg, profesor nauk medycznych.

## Życiorys
W 1969 r. ukończył studia lekarskie w Wojskowej Akademii Medycznej, w 1975 r. obronił pracę doktorską, w 1983 r. habilitował się. W 1989 r. uzyskał tytuł profesora nauk medycznych. Był pracownikiem naukowym na Uniwersytecie Medycznym w Łodzi.
Został prezesem Polskiego Towarzystwa Neurochirurgów.